# Șîroki Krînîți, Domanivka
Șîroki Krînîți (în ucraineană Широкі Криниці) este un sat în comuna Volodîmîrivka din raionul Domanivka, regiunea Mîkolaiiv, Ucraina.

## Demografie
Componența lingvistică a localității Șîroki Krînîți
     Ucraineană (80,47%)
     Română (17,19%)
     Rusă (2,34%)
Conform recensământului din 2001, majoritatea populației localității Șîroki Krînîți era vorbitoare de ucraineană (80,47%), existând în minoritate și vorbitori de română (17,19%) și rusă (2,34%).